# جيم بيرس (سياسي)
جيم بيرس (بالإنجليزية: Jim Pearce)‏ هو سياسي أسترالي، ولد في 29 يوليو 1948 في أستراليا. حزبياً، نشط في حزب العمال الأسترالي. وقد انتخب عضو المجلس التشريعي ولاية كوينزلاند.